# Florian Bolliger
Florian Bolliger (* 22. August 1990) ist ein Schweizer Unihockeyspieler, der beim Nationalliga-A-Verein UHC Uster unter Vertrag steht.

## Karriere
Bolliger debütierte 2008 für den UHC Uster. Für die Unterländer spielte er bis 2014. Die Saison 2014/15 spielte er in der schwedischen SSL für KAIS Mora IF. Nach einer Saison verliess er KAIS Mora und wechselte in die Schweiz zum Grasshopper Club Zürich. Bei GC absolvierte er 30 Partien und wechselte zur kommenden Saison zurück zu seinem Ausbildungsverein UHC Uster.